# Thống kê Bose–Einstein
Thống kê Bose–Einstein là lý thuyết thống kê miêu tả hệ lượng tử trong đó không giới hạn số các hạt phân bố trên cùng một mức năng lượng. Cách miêu tả này áp dụng khi hệ có hàm sóng đối xứng. Điều này tương ứng với trường hợp khi hạt có spin nguyên.
Thống kê Bose–Einstein miêu tả tập hợp các hạt không phân biệt được không tương tác với nhau ở vào một lớp các trạng thái năng lượng rời rạc khác nhau ở cân bằng nhiệt động. Sự tập trung các hạt trong cùng trạng thái, một đặc trưng của các hạt tuân theo thống kê B-E, lý giải cho nguyên lý hoạt động của laser và sự chảy không ma sát của heli siêu lỏng. Satyendra Nath Bose đã phát triển lý thuyết thống kê này vào năm 1924-1925, người đã nhận ra tập hợp hạt photon có thể miêu tả theo cách này. Ý tưởng này được Albert Einstein ủng hộ và mở rộng ra đối với các hạt có khối lượng và spin nguyên. Sự mở rộng này đưa hai ông đi đến tiên đoán sự tồn tại của ngưng tụ Bose-Einstein mà 70 năm sau thực nghiệm mới chứng minh được sự tồn tại của chúng.
Thống kê Bose–Einstein chỉ áp dụng cho các hạt không bị giới hạn ở vị trí chiếm giữ trong một trạng thái, hay các hạt không tuân theo nguyên lý loại trừ Pauli. Những hạt này được các nhà vật lý gọi chung là các boson. Trong thống kê này phần lớn tương tác giữa các hạt bị bỏ qua.
Ngược lại với thống kê này là thống kê Fermi-Dirac, áp dụng cho các hạt spin bán nguyên và không phân biệt được, chúng tuân theo nguyên lý loại trừ Pauli.